# Matisse (mexikanische Band)
Matisse ist eine mexikanische Musikgruppe, die 2014 gegründet wurde und aus drei Mitgliedern besteht, die alle aus Nordmexiko stammen, sich aber erst in Mexiko-Stadt kennenlernten. Ihre Richtung liegt in einer Mischung zwischen Pop und Folk mit Ansätzen zum Musical.

## Geschichte
Die Band besteht aus Pablo Preciado (Bassgitarre), der aus Hermosillo in Sonora stammt, sowie Román Torres (Gitarre) und Melissa Robles (Ukulele), die beide in Mexicali, Baja California, geboren wurden. 
Ihre erste Single mit dem Titel La Misma Luna wurde 2014 veröffentlicht.
2015 folgte ihr erstes Album, das unter dem Titel Sube erschien.
Matisse trat bereits mit bekannten Gruppen wie Ha*Ash und La Sonora Santanera auf.

## Diskografie

### Alben
- 2015: Sube (CD+DVD, Sony Music, MX: ×5Fünffachgold )[7]
- 2017: Por Tu Bien (CD+DVD, Sony Music, MX: Platin)
- 2019: Tres (Sony Music, MX: Gold)
- 2022: Así de Enamorados

### EPs
- 2021: Lo Más Romántico de

### Singles
- 2014: La misma luna (MX: ×5Fünffachgold )
- 2015: Si Fuera Fácil (MX: ×2Doppelplatin )
- 2015: Más que amigos (feat. Carlos Rivera, MX: Diamant + Gold)
- 2015: Por última vez (MX: ×5Fünffachgold )
- 2016: Cuando te encontré (MX: ×3Dreifachgold )
- 2017: Todavía (MX: ×3Dreifachplatin )
- 2017: Duele amarte así (mit Pedro Capó)
- 2018: Acuérdate de mí (MX: ×3Dreifachplatin )
- 2018: Por Tu Bien (MX: Platin)
- 2019: Eres tú (mit Reik, MX: Diamant + Gold)
- 2019: Primer avión (mit Camilo, MX: ×7Siebenfachgold )
- 2020: Imposible amor (mit Guaynaa, MX: ×9Neunfachgold )
- 2020: Ay, Ay (MX: Gold)
- 2020: Nadie
- 2020: Nada (mit ChocQuibTown, MX: Platin)
- 2020: Ya no estás
- 2021: Valeria (mit Dvicio)
- 2021: De Pies a Cabeza
- 2021: Malo (mit Mau y Ricky)
- 2021: ¿Por Qué No Te Olvido? (mit ElArturo)
- 2021: Como Lo Hice Yo (mit Carín León, MX: ×2Diamant + Doppelplatin )
- 2022: Un Nuevo Amor (MX: Platin)
- 2022: Más Muerto Que Vivo (mit Intocable, MX: Gold)
- 2022: Las Calles de la Roma (mit Josue Alaniz)
- 2022: Te Vale Madre (mit Edén Muñoz, MX: Gold)
- 2023: Héroe
- 2023: Cobarde (cumbialada) (mit Migrantes & Nico Valdi)
- 2023: Ando Bien Agusto (mit Los Tucanes De Tijuana)

Weitere Lieder mit Auszeichnungen
- 2018: Alguna vez (MX: Platin)
- 2020: Yo sé que no es feliz (mit Leo Dan, MX: Gold)